# NGC 6484
NGC 6484 est une galaxie spirale (barrée ?) située dans la constellation d'Hercule. Sa vitesse par rapport au fond diffus cosmologique est de 3 043 ± 5 km/s, ce qui correspond à une distance de Hubble de 44,9 ± 3,1 Mpc (∼146 millions d'al). NGC 6484 a été découverte par l'astronome américain Truman Henry Safford en 1866.
NGC 6006 est une galaxie dont le noyau brille dans le domaine de l'ultraviolet. Elle est inscrite dans le catalogue de Markarian sous la désignation MRK 1118 (MK 1118). La classe de luminosité de NGC 6484 est II et elle présente une large raie HI.
À ce jour, deux mesures non basées sur le décalage vers le rouge (redshift) donnent une distance de 56,050 ± 9,122 Mpc (∼183 millions d'al), ce qui est à l'intérieur des valeurs de la distance de Hubble.

## Groupe de NGC 6484
NGC 6484 est la principale galaxie d'un trio qui porte son nom. Les deux autres galaxies du groupe de NGC 6484 sont UGC 11027 et UGC 11029.